# 20. századi klasszikus zenei zeneszerzők listája
A legismertebb 20. századi és 21. századi zeneszerzők a következők.
A magyar zeneszerzőket lásd még a Magyar zeneszerzők listájában is!
| Ábécé szerinti tartalomjegyzék                      |
| --------------------------------------------------- |
| A B C D E F G H I J K L M N O P Q R S T U V W X Y Z |

## A
- Marcello Abbado (1926)
- Keiko Abel (1937)
- Michael Abels (1962)
- Muhal Richard Abrams (1930–2017)
- Abras (1975)
- José Antonio Abreu (1939–2018)
- Michael Adamis (1929)
- John Coolidge Adams (1947)
- John Luther Adams (1953)
- Rosalie Adams (1927)
- Murray Adaskin (1906–2002)
- Mark Adderley (1960)
- Richard Addinsell (1904–1977)
- Thomas Adès (1971)
- Samuel Adler (1928)
- Ernani Aguiar (1950)
- Miguel de Aguila (1957)
- Ahn Eak-tae (1906–1965)
- Kalevi Aho (1949)
- Franco Alfano (1875–1954)
- Hugo Alfvén (1872–1960)
- Frangis Ali-Sade (1947)
- Juan Allende-Blin (1928)
- Carmelo Alonso (1929)
- Maryanne Amacher (1943)
- Charles Amirkhanian (1945)
- David Amram (1930)
- Gilbert Amy (1936)
- Beth Anderson (1950)
- Julian Anderson (1967)
- Louis Andriessen (1939)
- Jurriaan Andriessen (1925–1996)
- Caroline Ansink
- George Antheil (1900–1959)
- Theódorosz Andoníu (1935–2018)
- Georges Aperghis (1945)
- Denis ApIvor (1916–2004)
- Dominick Argento (1927–2019)
- Richard Arnell (1917)
- Malcolm Arnold (1921)
- Girolamo Arrigo (1930)
- Alexander Arutjunjan (1920)
- Robert Ashley (1930)
- Daniel Asia (1953)
- André Asriel (1922)
- José Vicente Asuar (1933)
- Kenneth Atchley (1954)
- Kurt Atterberg (1887–1974)
- Georges Auric (1899–1983)
- Larry Austin (1930)
- Tzvi Avni (1927)

## B
- Milton Babbitt (1916)
- Nicolas Bacri (1961)
- Nikolai Badinski (1937)
- Walter Baer (1928)
- Simon Bainbridge (1952–2021)
- Leonardo Balada (1933)
- Osvaldas Balakauskas (1937)
- Claude Ballif (1924)
- Alain Bancquart (1934)
- Granville Bantock (1968–1946)
- Helmut Barbe (1927)
- Samuel Barber (1910–1981)
- Vytautas Barkauskas (1931)
- Clarence Barlow (ca. 1945)
- Jean Barraqué (1928–1973)
- Natasha Barrett (1972)
- Gerald Barry (1952)
- Bartók Béla (1881–1945)
- Domenico Bartolucci (1917–2013)
- Leonid Bashmakov (1927)
- Jürg Baur (1918)
- Arnold Bax (1883–1953)
- François Bayle (1932)
- Amy Beach (1867–1944)
- Sally Beamish (1956)
- Gustavo Becerra-Schmidt (1925)
- Günter Becker (1924)
- David Bedford (1937)
- Jack Beeson (1921)
- David Behrman (1937)
- Derek Bell (1935–2002)
- Barbara Benary (1946)
- Juraj Benes (1940)
- Xavier Benguerel (1931)
- George Benjamin (1960)
- Heinz Benker (1921)
- Richard Rodney Bennett (1936)
- Pascal Bentoiu (1927)
- Alban Berg (1885–1935)
- Arthur Berger (1912–2003)
- Roman Berger (1930)
- Wilhelm Peterson Berger (1867–1942)
- Erik Bergman (1911)
- Luciano Berio (1925–2003)
- Lennox Berkeley (1903–1989)
- Bart Berman (1938)
- Elmer Bernstein (1922–2004)
- Leonard Bernstein (1918–1990)
- Mario Bertoncini (1932–2019)
- Danilo Bestagno
- Frank Michael Beyer (1928)
- Antonio Bibalo (1922)
- Gilbert Biberian (1944)
- Ronald Binge (1910–1969)
- Jörg Birkenkötter (1963)
- Harrison Birtwistle (1934)
- Marcel Bitsch (1921)
- Staffan Björklund (1944)
- Easley Blackwood (1933)
- David Blake (1936)
- Pavel Blatny´ (1931)
- Arthur Bliss (1891–1975)
- Marc Blitzstein (1905–1964)
- Augustyn Bloch (1929)
- Ernest Bloch (1880–1959)
- Sylvie Bodorová (1954)
- Konrad Boehmer (1941)
- Philippe Boesmans (1936)
- Anatoli Bogatyrjow (1913)
- Rostislaw Boiko (1931)
- Rob du Bois (1934)
- Michèle Bokanowski (1943)
- William Bolcom (1938)
- Jacques Bondon (1927)
- Mauro Bortolotti (1926)
- Axel Borup-Jørgensen (1924)
- Hans-Jürgen von Bose (1953)
- Christian Bouchard (1968)
- Ned Bouhalassa (1962)
- Lili Boulanger (1893–1918)
- Nadia Boulanger (1887–1979)
- Pierre Boulez (1925–2016)
- Denys Bouliane (1955)
- Paul Bowles (1910–1999)
- Eugène Bozza (1905–1991)
- Bozay Attila (1939–1999)
- Daniel Börtz (1943)
- Joly Braga Santos (1924–1988)
- Glenn Branca (1948)
- Theo Brandmüller (1948)
- Henry Brant (1913)*
- Henning Brauel (1940)
- Peter Michael Braun (1936)
- Anthony Braxton (1945)
- Uri Brener (1974)
- Havergal Brian (1876–1972)
- Frank Bridge (1879–1941)
- Benjamin Britten (1913–1976)
- Max Brod (1884–1968)
- Leo Brouwer (1939)
- Earle Brown (1926–2002)
- Elisabetta Brusa (1954)
- Joanna Bruzdowicz (1943)
- Gavin Bryars (1943)
- Gunnar Bucht (1927)
- Geoffrey Burgon (1941)
- Willy Burkhard (1900–1955)
- Diana Burrell (1948)
- Francis Burt (1926)
- Alan Bush (1900–1995)
- Ferruccio Benvenuto Busoni (1866–1924)
- Sylvano Bussotti (1931)
- George Butterworth (1885–1916)

## C
- John Cage (1912–1992)
- Herbert Callhoff (1933)
- Christian Calon (1950)
- Gérard Calvi (1922–2015)
- Charles Camilleri (1931)
- Bruno Canino (1935)
- Philipp Cannon (1929)
- Joseph Canteloube (1879–1957)
- Daniel Capelletti (1958)
- André Caplet (1878–1925)
- Cornelius Cardew (1936–1981)
- Wendy Carlos (1939)
- John Alden Carpenter (1876–1951)
- Michael Carnes (1950)
- Edwin Carr (1926–2003)
- Elliott Carter (1908–2012)
- Tristram Cary (1925)
- John Casken (1949)
- Alfredo Casella (1883–1847)
- Mario Castelnuovo-Tedesco (1895–1968)
- Jacques Castérède (1926)
- Washington Castro (1909)
- Josef Ceremuga (1930)
- Friedrich Cerha (1926)
- Jordi Cervelló (1935)
- Paraschkew Chadschiew (1912)
- Cécile Chaminade (1857–1944)
- John Barnes Chance (1932–1972)
- Gustave Charpentier (1860–1956)
- Jacques Charpentier (1933–2017)
- Rhys Chatham (1952)
- Stephen Chatman (1950)
- Carlos Chávez (1899–1978)
- Charles Chaynes (1925–2016)
- Mary Ellen Childs (1957)
- Unsuk Chin (1961)
- Michel Chion (1947)
- Alexander Cholminow (1925)
- Wen-chung Chou (1923)
- Dimitâr Christov (1933)
- Heinz Chur (1948)
- Leonardo Ciampa (1971)
- Mikalojus Konstantinas Čiurlionis (1875–1911)
- Francesco Cilea (1866–1950)
- Rebecca Clarke (1886–1979)
- Eric Coates (1886–1957)
- Gloria Coates (1938)
- Samuel Coleridge-Taylor (1875–1912)
- Cecil Coles (1888–1918)
- Nicolas Collins (1954)
- Liviu Comes (1918)
- Justin Connolly (1933)
- Marius Constant (1925–2004)
- Edgar Cook (1880–1953)
- Arnold Cooke (1906)
- Aaron Copland (1900–1990)
- Frank Corcoran (1944)
- John Corigliano (1938)
- Andre Cormier  (1969)
- Vladimir Cosma (1940)
- Henry Cowell (1897–1965)
- Edward Cowie (1943)
- Ruth Crawford-Seeger (1901–1953)
- Paul Creston (1906–1985)
- Gordon Crosse (1937)
- George Crumb (1929)
- Carlos Cruz de Castro (1941)
- Alvin Curran (1938)
- Curtis Curtis-Smith (1941)
- Henryk Czyz (1923–2003)

## D
- Robert Daigneault (1940)
- Martin Dalby (1942)
- Luigi Dallapiccola (1904–1975)
- Jean-Michel Damase (1928)
- Matteo D'Amico (1955)
- Ikuma Dan (1924)
- Liviu Dandara (1933)
- Richard Danielpour (1956)
- John Dankworth (1927)
- Nguyen-Thien Dao (1940)
- Ram Da-Oz (1929)
- Yves Daoust (1946)
- Ivor Darreg (1917–1994)
- Darvas Gábor (1911–1985)
- Michael Daugherty (1954)
- Shaun Davey (kb. 1950)
- Johann Nepomuk David (1895–1977)
- Mario Davidovsky (1934)
- Hugh Davies (1943)
- Peter Maxwell Davies (1934)
- Victor Davies (1939)
- Walford Davies (1869–1944)
- Anthony Davis (1951)
- Carl Davis (1936)
- Raymond Deane (1953)
- Claude Debussy (1862–1918)
- Richard deCosta (1971)
- Michel Decoust (1936)
- Decsényi János (1927)
- Igor Dekleva (1933)
- José Luis de Delás (1928)
- Frederick Delius (1862–1934)
- Norman Del Mar (1919)
- Ratko Delorko (1959)
- David Del Tredici (1937)
- Jacques Demierre (1954)
- Michael Denhoff (1955)
- Jean-François Denis (1960)
- Edison Denisov (1929–1996)
- Gion Antoni Derungs (1935)
- Martin Derungs (1943)
- Pavle Despalj (1934)
- Dejan Despic (1930)
- Frédéric Devreese (1929–2020)
- Rafaël D'Haene (1943)
- Francis Dhomont (1926)
- David Diamond (1915)
- Emma Lou Diemer (1927–2024)
- Jan van Dijk (1918)
- Péter Louis van Dijk (1953)
- Oscar van Dillen (1958)
- James Dillon (1950)
- Bojidar Dimov (1935)
- Violeta Dinescu (1953)
- Paul Dirmeikis (1954)
- Paul-Heinz Dittrich (1930)
- Lucia Dlugoszewski (1931)
- Charles Dodge (1945)
- Stephen Dodgson (1924)
- Dohnányi Ernő (1877–1960)
- Paul Dolden (1956)
- Hanus<caron> Domansky´ (1944)
- Daniel Dorff (1956)
- Joseph Dorfman (1940)
- Arne Dørumsgaard (1921)
- Roy Douglas (1907)
- John Downey (1927)
- Friedhelm Döhl (1936)
- Stefan Dragostinov (1948)
- Arnold Dreyblatt (1953)
- George Dreyfus (1928)
- Felix Draeseke (1835–1913)
- Arnold Dreyblatt (1953)
- Madeleine Dring (1923–1977)
- John W Duarte (1919–2004)
- Dubrovay László (1943)
- William Duckworth (1943)
- Hugues Dufourt (1943-) (wd)  francia
- Louis Dufort (1970)
- Paul Dukas (1865–1935)
- Tan Tun (1957)
- Iancu Dumitrescu (1942)
- Hubert Du Plessis (1922)
- Marcel Dupré (1886–1971)
- Joël-François Durand (1954)
- Durkó Zsolt (1934–1997)
- Maurice Duruflé (1902–1986)
- Pascal Dusapin (1955)
- Henri Dutilleux (1916)
- Andrzej Dutkiewicz (1942)
- Peter Dülken (1954)
- Roland Dyens (1955)
- Arié Dzierlatka (1933)
- Maria Dziewulska (1909)

## E
- Ross Edwards (1943)
- Henry Eichheim (1870–1942)
- Gottfried von Einem (1918–1996)
- Ludovico Einaudi (1955)
- Hanns Eisler (1898–1962)
- Edward Elgar (1857–1934)
- JAK Ellis
- George Enescu (1881–1955)
- Robert Erickson (1917–1997)
- Ulvi Cemal Erkin (1906–1972)
- Alvin Etler (1913–1973)
- Pierre Even (1946)
- David Earl (1951)
- Michael Easton (1954–2004)
- John Charles Eaton (1935)
- Petr Eben (1929)
- Helmut Eder (1916)
- Lars Edlund (1922)
- George Edwards (1943)
- Ross Edwards (1943)
- Moritz Eggert (1965)
- Dietrich Eichmann (1966)
- Karólina Eiriksdóttir (1951)
- Will Eisma (1929)
- Jan Ekier (1913–2014)
- Halim El-Dabh (1921–2017)
- Brian Elias  (1948)
- Jean-Claude Éloy (1938)
- Huib Emmer (1951)
- František Emmert (1940)
- Hans-Ulrich Engelmann (1921)
- Peter Eötvös (1944)
- Donald Erb (1927)
- Heimo Erbse (1924)
- Susanne Erding (1955)
- Dietrich Erdmann (1917)
- Hans-Ola Ericsson (1958)
- Iván Eröd (1936)
- Andrej Eschpaj (1925)
- Pierre Even (1946)

## F
- Rolande Falcinelli (1920)
- Juri Falik (1936)
- Manuel de Falla (1876–1946)
- Leos Faltus (1937)
- Carlos Fariñas (1934–2002)
- David Farquhar (1928)
- Gabriel Fauré (1845–1924)
- Reinhard Febel (1952)
- Ivan Fedele (1953)
- Richard Felciano (1930)
- Jindrich Feld (1925-2007)
- Jan Felderhof (1907)
- Barbara Monk Feldman (1953)
- Morton Feldman (1926–1987)
- Václav Felix (1928)
- Vittorio Fellegara (1927)
- Eric Fenby (1906–1997)
- Victor Fenigstein (1924)
- Sergio Fernández (1946)
- Brian Ferneyhough (1943)
- Luc Ferrari (1929)
- Lorenzo Ferrero (1951)
- Andreas Fervers (1957)
- George Fiala (1922)
- Petr Fiala (1943)
- Joshua Fineberg (1969)
- Siegfried Fink (1928)
- Reinhold Finkbeiner (1929)
- Michael Finnissy (1946)
- Gerald Finzi (1901–1956)
- Ertuğrul Oğuz Fırat (1922)
- Jelena Firssowa (1950)
- David First (1953)
- Jan Frank Fischer (1921)
- Lubos Fiser (1935)
- Alfred Fisher (1942)
- Graham Fitkin (1963)
- Joseph Fitzmartin (1943)
- Ernst Helmuth Flammer (1949)
- Kjell Flem (1943)
- Antony le Fleming
- Reinhard David Flender (1953)
- Grant Fletcher (1913–2002)
- Philip Flood (1964)
- Marius Flothuis (1914–2001)
- Carlisle Floyd (1926)
- Urs Joseph Flury (1941)
- Henry Flynt (1940)
- Daniel Charles Foley (1952)
- Jacqueline Fontyn (1930)
- Andrew Ford (1957)
- Silvio Foretic´ (1940)
- Roland Forsberg (1939)
- John Väinö Forsman (1924)
- Alfons Forstpointner (1929)
- Malcolm Forsyth (1936)
- Lukas Foss (1922)
- Patrice Fouillaud (1949)
- Jennifer Fowler (1939)
- Luis Fraca (1929)
- Jean Françaix (1912–1997)
- Carlo Franci (1927)
- Benjamin Frankel (1906–1973)
- Wim Franken (1922)
- Joep Franssens (1955)
- Olov Franzén (1946)
- Howard Frazin
- Henning Frederichs (1936–2003)
- Lafayette Fredrikson (1970)
- Harry Freedman (1922)
- Jürg Frey (1953)
- Kres<caron>imir Fribec (1908)
- Peter Racine Fricker (1920–1990)
- Ruben Fridolfson (1933)
- Rikhardur H. Fridriksson (1960)
- Alexej Fried (1922)
- Johannes Fritsch (1941)
- Kenneth Fuchs (1956)
- Julius Fučík (1872–1916)
- Keiko Fujiie (1963)
- Masanori Fujita (1946)
- Kazuo Fukushima (1930)
- Ellen Fullman (1957)
- Arthur Furer (1924)
- Beat Furrer (1954)
- Paul Walter Fürst (1926)

## G
- Nodar Gabunija (1933–2000)
- Kenneth Gaburo (1926–1993)
- Clemens Gadenstätter (1966)
- Bogdan Gagic´ (1931)
- Alain Gagnon (1938)
- Bernhard Gál (1971)
- Carlo Galante (1959)
- Kyle Gann (1955)
- Fernando García Arancibia (1930)
- Gerald Garcia (1949)
- Antón García Abril (1933)
- Manuel García Morante (1937)
- Sigurdur Egill Gardarsson (1941)
- Mary Gardiner (1932)
- John Gardner(wd) (1917–2011)
- Gárdonyi Zsolt (1946)
- Peter Garland (1952)
- Rifaat Garrana (1924)
- Celso Garrido Lecca (1926)
- Mario Garuti (1957)
- Maria Isabel Garvia (1959)
- Giorgio Gaslini (1929)
- Luis Gásser (1951)
- Ulrich Gasser (1950)
- Heinrich Gattermeyer (1923)
- Eric Gaudibert (1936)
- Allain Gaussin (1943)
- Stephanos Gazuelas (1931)
- Gan-ru Ge (1954)
- John Maxwell Geddes (1941)
- Hartmut Geerken (1939)
- Michael Gees (1953)
- Rolf Gehlhaar (1943)
- Steven Gellman (1947)
- Jirí Gemrot (1957)
- Anthony Genge (1952)
- Vladimir Genin (1958)
- Harald Genzmer (1909)
- Jaap Geraedts (1924–2003)
- René Gerber (1908)
- Steven Gerber (1948)
- Roberto Gerhardt (1896–1970)
- George Gershwin (1898–1937)
- Vittorio Giannini (1903–1966)
- Cecil Armstrong Gibbs (1889–1960)
- John Gibson (1951)
- Jon Gibson (1940)
- Paul Gilson (1865–1942)
- Alberto Ginastera (1916–1983)
- Umberto Giordano (1867–1948)
- Ruth Gipps (1921–1999)
- Janice Giteck (1946)
- Leopold Godowsky (1870–1938)
- Heiner Goebbels (1952)
- Alexander Goehr (1932)
- Walter Goehr (1903–1960)
- Rubin Goldmark (1872–1936)
- Berthold Goldschmidt (1903–1996)
- Jevgenyij Golubjev (1910–1988)
- Henryk Górecki (1933)
- Annie Gosfield (1960)
- Morton Gould (1913–1996)
- Percy Grainger (1882–1961)
- Enrique Granados (1867–1916)
- Charles Tomlinson Griffes (1884–1920)
- Gérard Grisey (1946–1998)
- Eivind Groven (1901–1977)
- Camargo Guarnieri (1907–1993)
- Sofia Gubaidulina (1931)
- Josep Lluis Guzmán (1954)
- Henry Gwiazda (1952)
- Franklin Gyselynck (1950)
- Frank Gerhardt (1967)
- Oswald Gerstel (1923)
- Frans Geysen (1936)
- Emmanuel Ghent (1925–2003)
- Valentin Gheorghiu (1928)
- Michael Gielen (1927–2019)
- Helen Gifford (1935)
- Christian Giger (1959)
- Anthony Gilbert (1934)
- Jacob Gilboa (1920)
- Arsenio Girón (1932)
- Elias Gistelinck (1935)
- Janice Giteck (1946)
- Bjørn G. Gjerstrøm (1939)
- Detlev Glanert (1960)
- Werner Wolf Glaser (1913)
- Paul Glass (1934)
- Philip Glass (1937)
- Daniel Glaus (1957)
- Srul Irving Glick (1934)
- Sylvia Glickman (1932)
- Vinko Globokar (1934)
- Gilles Gobeil (1954)
- Vladimir Godár (1956)
- Rolf Inge Godøy (1952)
- Heiner Goebbels (1952)
- Dieter Goebel-Berggold (1947)
- Alexander Goehr (1932)
- Lucien Goethals (1931)
- Friedrich Goldmann (1941)
- Jerry Goldsmith (1929–2004)
- Osvaldo Golijov (1960)
- José Luis González (1937)
- Agustin González Acilu (1929)
- Jorge González Avila (1925)
- Hilario González Iñiguez (1920)
- Fabio González-Zuleta (1920)
- Ron Goodwin (1925–2002)
- Otar Gordeli (1928)
- Henryk Górecki (1933–2010)
- Sandro Gorli (1948)
- Annie Gosfield (1960)
- Clytus Gottwald (1925–2023)
- Denis Gougeon (1951)
- Elisabeth Davies Gould (1904)
- Tonnie de Graaf (1926)
- Leonid Grabowski (1935)
- David Graham (1952)
- Ulf Grahn (1942)
- Harold Gramatges (1918)
- Renato de Grandis (1927)
- Gottfried Gräsbeck (1927)
- Kurt Graunke (1915)
- Ray Green (1908)
- Jay Greenberg (1991)
- Vinicius Grefiens (1916)
- C<caron>estmir Gregor (1926)
- Deirdre Gribbin (1967)
- Teodor Grigoriu (1926)
- Jim Grimm (1928)
- Ragnar Grippe (1951)
- Renato Grisoni (1922)
- Eric Gross (1926)
- Magne Grov (1938)
- Stefans Grové (1922)
- Heinz Karl Gruber (1943)
- Joachim Gruner (1933)
- Adriano Guarnieri (1947)
- Wladimir Guba (1938)
- Sofia Gubaidulina (1931)
- Pelle Gudmundsen-Holmgreen (1932–2016)
- Alexander Gugel (1961)
- Jean Guillou (1930–2019)
- Joan Guinjoan (1931)
- Charles Guinovart (1941)
- Olof Gullberg (1931)
- Rosa Guraieb Kuri (1931)
- Albrecht Gürsching (1934)
- Christophe Guyard (1966)
- Jacques Guyonnet (1933)

## H
- Georg Friedrich Haas (1953)
- Aram Hacsaturján (1903–1978)
- Eilert Hægeland (1951)
- Guðmundur Steinn Hafsteinsson (1953)
- André Hajdu (1932)
- Lorant Hajdu (1937)
- Naji Hakim (1955)
- Talib Rasul Hakim (1940)
- Jeremy Haladyna
- Václav Hálek (1937)
- Cristóbal Halffter (1930)
- Emily Hall (1976)
- Carl-Axel Hall (1947)
- Bengt Hallberg (1932)
- Hermann Haller (1914–2002)
- András Hamary (1950)
- Bengt Hambraeus (1928)
- Eero Hämeenniemi (1951)
- Peter Michael Hamel (1947)
- Johan Hammerth (1953)
- Philip Hammond (1951)
- Roger Hannay (1930)
- Ann-Elise Hannikainen (1946)
- Howard Hanson (1896–1981)
- Jan Hanus (1915)
- Hiroshi Hara (1933)
- John Harbison (1938)
- Aharon Harlap (1941)
- Edward Harper (1941)
- David Harris (1933)
- Donald Harris (1931)
- Jonty Harrison (1952)
- Lou Harrison (1917–2003)
- Karl Amadeus Hartmann (1905–1963)
- Jonathan Harvey (1939)
- Juraj Hatrik (1941)
- Edu Haubensak (1954)
- Josef Matthias Hauer (1883–1959)
- Halvor Haug (1952)
- Svatopluk Havelka (1925)
- Diana Pereira Hay (1932)
- Komei Hayama (1932)
- Hikaru Hayashi (1931)
- Gary Hayes (1948)
- Paul Hayes (1951)
- Sorrel Hays (1941)
- Roberto Hazon (1930)
- Anthony Hedges (1931)
- Åse Hedstrøm (1950)
- Lennart Hedwall (1932)
- Magne Hegdal (1944)
- Jake Heggie
- Werner Heider (1930)
- Harald Heilmann (1924)
- Paavo Heininen (1938)
- Mikko Heiniö (1948)
- Walter Hekster (1937)
- Barbara Heller (1936)
- Richard Heller (1954)
- Robert Maximilian Helmschrott (1938)
- Robert Helps (1928–2001)
- Christoph Hempel (1946)
- Gerard Hengeveld (1910–2001)
- Pierre Henry (1927–2017)
- Hans Werner Henze (1926–2012)
- Robert Heppener (1925)
- Franz Jochen Herfert (1955)
- Jerry Herman (1933)
- Vasile Herman (1929)
- Hermilio Hernández (1931)
- Rhazes Hernández-López (1918)
- Bernard Herrmann (1911–1975)
- Peter Herrmann (1941)
- Willy Hess
- Jacques Hétu (1938)
- Detlef Heusinger (1956)
- Volker Heyn (1938)
- Manuel Hidalgo (1956)
- Jennifer Higdon (1962)
- Jackson Hill (1941)
- Lejaren Hiller (1924–1994)
- Winfried Hiller (1941)
- Paul Hindemith (1895–1963)
- Hajo Hinrichs (1911)
- Kozaburo Hirai (1910–2002)
- Cornelius Hirsch (1954)
- Hans Ludwig Hirsch (1937)
- Caspar René Hirschfeld (1965)
- Miroslav Hlavác<caron> (1923)
- Theodor Hlouschek (1923)
- Christopher Hobbs (1950)
- Francesco Hoch (1943)
- Stanislav Hochel (1950)
- Wolfgang Hochstein (1950)
- Alun Hoddinott (1929)
- Harry Höfer (1921)
- Richard Hoffmann (1925)
- Thomas Hofmann (1958)
- Wolfgang Hohensee (1927)
- Christoph Hohlfeld (1922)
- Theodor Holdheim (1923)
- Donald Russel Hollier (1934)
- Heinz Holliger (1939)
- Robin Holloway (1943)
- Kristin Holm (1965)
- Peder Holm (1926)
- Leslie Hogan
- Vagn Holmboe (1909–1996)
- Gustav Holst (1874–1934)
- Jean-Paul Holstein (1939)
- Simeon ten Holt (1923)
- Simon Holt (1958)
- Bo Holten (1948)
- Joaquín Homs (1906–2003)
- Arthur Honegger (1892–1955)
- John Michael Hooke (1946)
- Antony Hopkins (1921)
- Sarah Hopkins (1958)
- David Horne (1970)
- Stanko Horvat (1930)
- Josef Maria Horvath (1931)
- Michael Horwood (1947)
- Mark-David Hosale
- Toshio Hosokawa (1955)
- Pierick Houdy  (1929)
- Simon Hovanessian (1940)
- Eleanor Hovda
- Luc van Hove (1957)
- Alan Hovhaness (1911–2000)
- Egil Hovland (1924–2013)
- Leslie Howard (1948)
- York Höller (1944)
- Adriana Hölszky (1953)
- Tyihom Hrennyikov (1913)
- Alexandru Hrisanide (1936)
- Dobri Hristov (1875–1941)
- Ivan Hrus<caron>ovsky´ (1927–2001)
- Tsang-Houei Hsu (1929–2001)
- Klaus Huber (1924–2017)
- Nicolaus A. Huber (1939)
- Karl Anton Hueber (1928)
- Wolfgang Hufschmidt (1934–2018)
- Gerald Humel (1931)
- Bertold Hummel (1925–2002)
- Franz Hummel (1939)
- Hans Ulrich Humpert (1940)
- Jerry Hunt (1943–1993)
- Philippe Hurel (1955)
- Ilja Hurník (1922–2013)
- Karel Husa (1921–2016)
- Huszár Lajos (1948)
- Klaus K. Hübler (1956)
- Ketil Hvoslef (1939)
- Miriam Hyde (1913)
- Oliver Hynes (1946)

## I
- Jacques Ibert (1890–1962)
- John Ireland (1883–1962)
- Charles Ives (1874–1954)
- Shin-Ichiro Ikebe (1943)
- Takuya Imahori (1978)
- Iannis Ioannidis (1930)
- Adrian Iorgulescu (1951)
- Gabriel Iranyi (1946)
- Maki Ishii (1936)
- Ryuta Ito (1922)

## J
- Gordon Jacob (1895–1984)
- Leoš Janáček (1854–1928)
- Leroy Jenkins (1932)
- Tom Johnson (1939)
- Ben Johnston (1926)
- André Jolivet (1905–1974)
- Guus Janssen (1951)
- Maurice Jarre (1924)
- Monique Jean (1960)
- Stanislav Jelinek (1945)
- Zoltán Jeney (1943)
- Leroy Jenkins (1932)
- Wilfried Jentzsch (1941)
- Willem Jeths (1959)
- Magnús Blöndal Jóhannsson (1925)
- Tom Johnson (1939)
- Ben Johnston (1926)
- Fergus Johnston (1959)
- Betsy Jolas (1926)
- Enriko Josif (1924–2003)
- Aleksandar Josifov (1940)
- Dragomir Josifov (1966)
- John Joubert (1927–2019)
- Vladimir Jovanović (1937)
- Patricia Jünger (1951)

## K
- Dmitrij Boriszovics Kabalevszkij (1904–1987)
- Werner Kaegi (1926)
- Mauricio Kagel (1931)
- Vakhtang Kakhidze (1959)
- Johannes Kalitzke (1959)
- Imants Kalnins (1941)
- Giya Kancheli (1935)
- Ejnar Kanding (1965)
- Raimo Kangro (1949–2001)
- Shigeru Kan-no (1959)
- Nyikolaj Grigorjevics Kapusztyin (1937)
- Faradsch Karajew (1943)
- Alemdar Karamanow (1934)
- Erhard Karkoschka (1923)
- Lucrecia Kasilag (1918)
- Georg Katzer (1935)
- Nicolas Kaviani (1977)
- Roland Kayn (1933)
- David Keane (1943)
- Donald Keats (1929)
- Milko Kelemen (1924–2018)
- Bryan Kelly (1934)
- Rudolf Kelterborn (1931)
- Aaron Jay Kernis (1960)
- Gordon Kerry (1961)
- Huub Kerstens (1947)
- Otto Ketting (1935)
- Geert van Keulen (1943)
- Wojciech Kilar (1923)
- Wilhelm Killmayer (1927)
- Volker David Kirchner (1942)
- Kuno Kjaerbe (1959)
- Giselher Klebe (1925)
- Gideon Klein (1919–1945)
- Phil Kline
- Alexander Knaifel (1943)
- Oliver Knussen (1952)
- Kodály Zoltán (1882–1967)
- Babette Koblenz (1956)
- Günter Kochan (1930)
- Erwin Koch-Raphael (1949)
- Akil Mark Koci (1936)
- Kocsis Zoltán (1952–2016)
- Nevit Kodalli (1924)
- Charles Koechlin (1867–1950)
- Graeme Koehne (1956)
- Gottfried Michael Koenig (1926)
- Alfred Koerppen (1926)
- Joonas Kokkonen (1921–1996)
- Mykola Kolessa (1903)
- Karl Michael Komma (1913)
- Jo Kondo (1947)
- Marek Kopelent (1932–2023)
- Mark Kopytman (1929)
- Nikolai Korndorf (1947–2001)
- Hans Kox (1930)
- William Kraft (1923)
- Wilfried Krätzschmar (1944)
- Zygmunt Krauze (1938)
- Ernst Krenek (1900–1991)
- Georg Kröll (1934)
- Ton de Kruyf (1937)
- Ladislav Kubik (1946)
- Claus Kühnl (1957)
- Felicitas Kukuck (1914–2001)
- Hanna Kulenty (1961)
- Gary Kulesha (1954)
- Andreas Kunstein (1967)
- Ladislav Kupkovic (1936)
- Kurtág György (1926)
- Hanspeter Kyburz (1960)

## L
- Joan LaBarbara (1947)
- Juan Sebastian Lach (1970)
- Helmut Lachenmann (1935)
- Ezra Ladermann (1924)
- Ruggero Laganà (1956)
- Constant Lambert (1905–1951)
- John La Montaine (1920)
- Cristina Landuzzi (1961)
- Eastwood Lane (1879–1951)
- David Lang (1957)
- Láng István (1933)
- Paul Lansky (1944)
- André Laporte (1931)
- Lars-Erik Larsson (1908–1986)
- Aleksander Lason (1951)
- Anne Lauber (1943)
- Morten Lauridsen (1943)
- Rachel Laurin (1961)
- Elodie Lauten
- Mario Lavista (1943)
- Henri Lazarof (1932)
- Mary Jane Leach (1949)
- Anne Lebaron (1953)
- Roman Ledenjow (1930)
- Jacques Leduc (1932)
- Reinbert de Leeuw (1938)
- Jón Leifs (1899–1968)
- Wadada Leo Smith (1941)
- Philippe Leroux (1959)
- Ligeti György (1923)
- Douglas Lilburn (1915–2001)
- Magnus Lindberg (1958)
- Annea Lockwood (1939)
- Alvin Lucier (1931)
- Witold Lutosławski (1913–1994)
- Elisabeth Lutyens (1906–1983)

## M
- François-Bernard Mâche (1935)
- James Macmillan (1959)
- Elizabeth Maconchy (1907–1994)
- Bruno Maderna (1920–1973)
- David Mahler (1944)
- Gustav Mahler (1860–1911)
- Florian Magnus Maier (1973)
- Gian Francesco Malipiero (1882–1973)
- Edgar Mann (1961)
- Philippe Manoury (1952)
- Myriam Marbe (1931–1997)
- Bunita Marcus (1952)
- Ingram Marshall (1942)
- Frank Martin (1890–1974)
- Bohuslav Martinu (1890–1959)
- Steve Martland (1959)
- Pietro Mascagni (1863–1945)
- David Maslanka (1943)
- Colin Matthews (1946)
- David Matthews (1943)
- Siegfried Matthus (1934)
- Nicholas Maw (1935)
- Peter Maxwell Davies (1934)
- Colin McPhee (1900–1964)
- Arne Mellnäs (1933–2002)
- Peter Mennin (1923–1983)
- Gian-Carlo Menotti (1911)
- Olivier Messiaen (1908–1992)
- Michel Meynaud (* 1950)
- Francisco Mignone (1897–1986)
- Darius Milhaud (1892–1974)
- Roscoe Mitchell (1940)
- Luca Miti (1957)
- Ernest John Moeran (1894–1950)
- Federico Mompou (1893–1987)
- Meredith Monk (1942)
- Douglas Stuart Moore (1893–1969)
- Ennio Morricone (1928)
- Veli Mukhatov (1916)
- Philemon Mukarno
- Gordon Mumma (1935)
- Tristan Murail (1947)
- Nikolai Myaskovsky (1851–1950)

## N
- Nagy Ákos (1982)
- Conlon Nancarrow (1912–1997)
- Vaclav Nelhybel (1919–1996)
- Olga Neuwirth (1968)
- Carl Nielsen (1865–1931)
- Svend Nielsen (1937)
- Tage Nielsen (1929–2003)
- Bo Nilsson (1937)
- Luigi Nono (1924–1990)
- Pehr Henrik Nordgren (1944)
- Arne Nordheim (1931)
- Per Nørgård (1932)
- Ib Nørholm (1931–2019)
- Robert Normandeau (1955)
- Emmanuel Nunes (1941)
- Michael Nyman (1944)
- Knut Nystedt (1915)

## O
- Franz Martin Olbrisch (1952)
- Sergio Roberto de Oliveira
- Pauline Oliveros (1932–2016)
- Daphne Oram
- Carl Orff (1895–1982)
- Sean Ó Riada (1931–1971)
- Leo Ornstein (1892–2002)
- Willson Osborne (1906–1979)

## P
- Luis de Pablo (1930)
- Paul Panhuysen
- Andrzej Panufnik (1914–1991)
- Roxanna Panufnik
- Carlos Paredes
- Åke Parmerud (1953)
- Charles Hubert Parry (1848–1918)
- Arvo Pärt (1935)
- Harry Partch (1901–1974)
- Krzysztof Penderecki (1933)
- Scott Perry (1978)
- Goffredo Petrassi (1904–2003)
- Allan Pettersson (1911–1980)
- Astor Piazzolla (1921–1992)
- Walter Piston (1894–1976)
- Larry Polansky (1954–2024)
- Francis Poulenc (1899–1963)
- Henri Pousseur (1929)
- Simon Proctor
- Szergej Szergejevics Prokofjev (1891–1953)
- Friedrich Puetz (1950)

## Q
- Qu Xiao-song (1952)

## R
- Szergej Rahmanyinov (1873–1943)
- Eliane Radigue (1932)
- Priaulx Rainier (1903–1986)
- Einojuhani Rautavaara (1928)
- Maurice Ravel (1875–1937)
- Alan Rawsthorne (1905–1971)
- Alfred Reed (1921)
- Steve Reich (1936)
- Aribert Reimann (1936)
- Ottorino Respighi (1879–1936)
- Silvestre Revueltas (1899–1940)
- Roger Reynolds (1934)
- Rolf Riehm (1937)
- Wolfgang Rihm (1952–2024)
- Terry Riley (1935)
- Luis Rizo-Salom (1971)
- George Rochberg (1918)
- Dirk Rodney (1936–1968?)
- Joaquin Rodrigo (1901–1999)
- Ernesto Rodrigues (1959)
- Ned Rorem (1923)
- Ney Rosauro (1952)
- David Rosenboom (1947)
- Nino Rota (1911–1979)
- Mikel Rouse (1957)
- Albert Roussel (1869–1937)
- Stéphane Roy (1959)
- Edmund Rubbra (1901–1986)
- Dane Rudhyar (1895–1985)
- Carl Ruggles (1876–1971)
- John Rutter (1945)
- Peter Ruzicka (1948)
- Frederic Rzewski (1938)

## S
- Kaija Saariaho (1952)
- Tolibjon Sadikov (1907–1957)
- Oskar Sala
- Aulis Sallinen (1935)
- Vadim Salmanov (1912–1978)
- Sven-David Sandström (1942–2019)
- Erik Satie (1866–1925)
- Robert Saxton (1953)
- Ahmed Adnan Saygun (1907–1991)
- Rogyion Konsztantyinovics Scsedrin (1932)
- Giacinto Scelsi (1905–1988)
- Peter Schat (1935)
- Friedrich Schenker (1942)
- Franz Schmidt (1874–1939)
- Thomas Schmidt-Kowalski (1949)
- Florent Schmitt (1870–1958)
- Dieter Schnebel (1930–2018)
- Alfred Schnittke (1934–1998)
- Arnold Schönberg (1874–1951)
- Franz Schreker (1878–1934)
- Gunther Schuller (1925)
- William Schuman (1910–1992)
- Kurt Schwaen (1909–2007)
- Wolfgang von Schweinitz (1953)
- Salvatore Sciarrino (1947)
- Peter Sculthorpe (1929–2014)
- Roger Sessions (1896–1985)
- Harold Shapero (1929)
- Dmitrij Sosztakovics (1906–1975)
- Jean Sibelius (1865–1957)
- Roberto Sierra (1953)
- Walentin Silwestrow (1937)
- Robert Simpson (1921–1997)
- Ezra Sims (1928)
- Alvin Singleton (1940)
- Larry Sitsky (1934)
- Denis Smalley (1946)
- Roger Smalley (1943)
- Randall Smith (1960)
- Reginald Smith Brindle (1917–2003)
- Juan Maria Solare (1966)
- Kaikhosru Shapurji Sorabji (1892–1988)
- Bent Sørensen (1958)
- Bernadette Speach (1948)
- Laurie Spiegel (1945)
- Hans Stadlmair (1929–2019)
- Charles Villiers Stanford (1852–1924)
- Rudi Stephan (1887–1915)
- Bernard Stevens (1916–1983)
- Karlheinz Stockhausen (1928)
- Carl Stone (1953)
- Ulrich Stranz (1946–2004)
- Richard Strauss (1864–1949)
- Igor Stravinsky (1882–1971)
- Steven Stucky (1949)
- Morton Subotnick (1933)
- Lepo Sumera (1950–2000)
- Giles Swayne (1946)
- Karol Szymanowski (1882–1937)

## Sz
- Níkosz Szkalkótasz (1904–1949)
- Alekszander Nyikolajevics Szkrjabin (1872–1915)

## T
- Toru Takemitsu (1930–1996)
- Germaine Tailleferre (1892–1983)
- Eino Tamberg  (1930)
- John Tavener (1944)
- Robert Taylor (1931)
- Richard Teitelbaum (1939)
- James Tenney (1934)
- Dimitri Terzakis  (1938)
- Míkisz Theodorákisz (1925–2021)
- Alain Thibault (1956)
- J.G.Thirlwell (1960)
- Stefan Thomas (1968)
- Virgil Thomson (1896–1989)
- Michael Tippett (1905–1998)
- Boris Tischtschenko (1939)
- Tomita Iszao (1932–2016)
- Eino Toppinen (also Eicca Toppinen) (1975)
- Michael Torke (1961)
- Veljo Tormis (1930–2017)
- Tóth Péter (1965)
- Joan Tower (1938)
- David Del Tredici (1937)
- Jacques Tremblay (1962)
- Manfred Trojahn (1949)
- Alexander Tschaikowski (1946)
- Eduard Tubin (1905–1982)
- David Tudor (1926–1996)
- Roxanne Turcotte (1960)
- Mark-Anthony Turnage (1960)
- Erkki-Sven Tüür (1959)
- Geirr Tveitt (1908–1981)
- 'Blue' Gene Tyranny (1945)

## U
- İlhan Usmanbaş (1923)
- Vladimir Ussachevsky (1911–1990)

## V
- Annette Vande Gorne (1946)
- Peteris Vasks (1946)
- Moisei Vainberg (1919–1996)
- Edgar Varèse (1883–1965)
- Peteris Vasks (1946)
- Ralph Vaughan Williams (1872–1958)
- Jasna Velickovic
- Carl Verbraeken (1950)
- Matthijs Vermeulen (1888–1967)
- Lois V. Vierk (1951)
- Tommy Vig (1938)
- Heitor Villa-Lobos (1887–1959)
- Ian Vine (1974)
- Jan van Vlijmen (1935–2004)
- Kevin Volans (1949)
- Jan Vriend (1938)
- Klaas de Vries (1944)

## W
- David Ward-Steinman (1936)
- Peter-Jan Wagemans (1952)
- Christoph Maria Wagner (1966)
- Felipe Waller (1971)
- William Walton (1902-1983)
- Anton Webern (1883–1945)
- Kurt Weill (1900–1950)
- Egon Joseph Wellesz (1885–1974)
- Hildegard Westerkamp (1946)
- Bernd Wiesemann (1938)
- Frank Wigglesworth
- Malcolm Williamson (1931–2003)
- Dag Wirén (1905–1986)
- Daniel James Wolf (1961)
- Julia Wolfe (1958)
- Christian Wolff (1934)
- Ermanno Wolf-Ferrari (1876–1948)
- Stefan Wolpe (1902–1972)
- Charles Wuorinen (1938)

## X
- Iannis Xenakis (1922–2001)

## Y
- Takashi Yoshimatsu (1953)
- La Monte Young (1935)
- Isang Yun (1917–1995)

## Z
- Ruth Zechlin (1926)
- Alexander von Zemlinsky (1871–1942)
- Hans Zender (1936)
- Grete von Zieritz (1899–2001)
- Bernd Alois Zimmermann (1918–1970)
- Walter Zimmermann (1949)
- Irakli Zinzadse (1964)
- Evan Ziporyn (1959)
- Ellen Taaffe Zwilich (1939)